# Getijdenboek van Jeanne d'Évreux

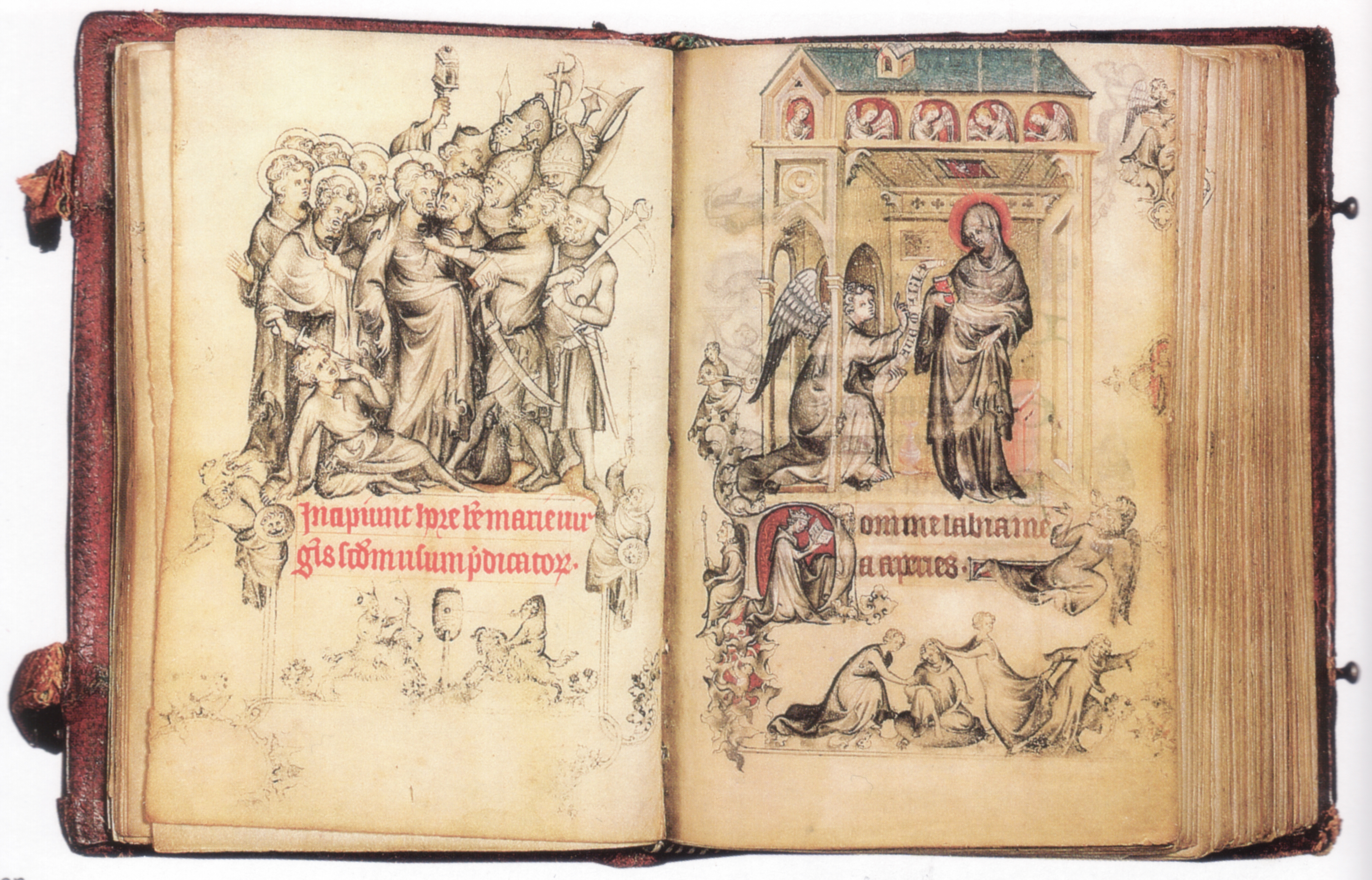
Getijdenboek van Jeanne d'Évreux

Het Getijdenboek van Jeanne d'Évreux is een getijdenboek uit het tweede kwart van de 14e eeuw gemaakt in opdracht van Karel IV van Frankrijk voor zijn derde echtgenote Jeanne d'Évreux (1310-1371).

## Beschrijving
Het getijdenboek is geschreven in het Latijn en volgt de dominicaanse liturgie, zoals blijkt uit een rubricering ("usum predicatorum") onder de miniatuur met de gevangenneming van Christus bij de aanvang van de metten. Het werd tussen 1325 en 1328 gerealiseerd door Jean Pucelle in Parijs. Opdrachtgever voor het handschrift was Karel IV van Frankrijk (Karel de Schone) en het was bedoeld als geschenk voor zijn derde echtgenote Jeanne d'Évreux ter gelegenheid van hun huwelijk op 13 juli 1325 of van hun kroning. Karel overlijdt in 1328.

## Geschiedenis
Na het overlijden van Jeanne in 1371 ging, volgens haar testament, het handschrift naar Karel V van Frankrijk de toenmalige koning en een neef van Jeanne. In 1401 en 1416 is het opgenomen in een inventaris van de bibliotheek van Jean de France, duc de Berry als "Item unes petites heures de Nostre Dame, nommées Heures de Pucelle, enluminées de blanc et de noir, à l'usaige des Prescheurs".
Maar ook in een inventaris van de 'juwelen' van Karel V in Vincennes wordt in gelijkaardige bewoordingen gewag gemaakt van het getijdenboek en daar wordt bovendien gespecificeerd dat het ingebonden was met de wapens van koningin Jeanne. In het testament van Jeanne d'Évreux van 1371 vermaakt zij "un petit livret d'oraisons" aan haar neef Karel V en ook zij verwijst naar Pucelle en naar de schenking ervan door haar man.
In de 19e eeuw is het handschrift in het bezit van de baronnen Edmond en Alphonse de Rothschild van Genève. Bij de dood van Alphonse gaat het over naar Maurice de Rothschild in Parijs. In 1940 wordt het handschrift door de Duitsers in beslag genomen een overgebracht naar het slot Neuschwanstein in Beieren. In 1948 wordt het aan de rechtmatige eigenaar teruggegeven, die het in 1954 verkoopt aan het Metropolitan Museum in New York, waar het bewaard wordt in de collectie 'The Cloisters' als Acc. 54 1 2.

## Codicologische gegevens
Het formaat van het handschrift, 94 × 64 mm, is zeer uitzonderlijk. De productie van de miniaturen en de gehistorieerde initialen op een dergelijk kleine schaal moet een geweldige uitdaging zijn geweest. Het handschrift is vervaardigd van zeer fijn transparant vellum. De scribent van het werk is onbekend gebleven, maar het is geschreven in een zeer mooi en regelmatig zwart schrift.
Het handschrift heeft 209 folio's en telt 25 volbladminiaturen, daarnaast zijn er ongeveer 700 decoratieve figuren in de marges.
Het handschrift bevat geen notities betreffende eigenaar of opdrachtgever en geen wapenschilden die verwijzen naar Jeanne d'Évreux of Karel IV, maar de biddende gekroonde koningin in de gehistorieerde initiaal aan het begin van de metten in het Mariagetijde en de getijden voor de Heilige Lodewijk, de overgrootvader van Jeanne wijzen zeer duidelijk op een opdracht van het hof.
Naast de Mariagetijden en de getijden voor Lodewijk de Heilige, bevat het handschrift de boetepsalmen en een litanie.

## Jeanne d'Évreux
Jeanne d'Évreux was de oudste dochter van Lodewijk van Frankrijk, graaf van Évreux in Normandië. Ze werd geboren in 1310. Ze trouwde met Karel IV van Frankrijk op 13 juli 1325 maar voor dit huwelijk moest omwille van de nauwe verwantschap dispensatie worden gevraagd aan Paus Johannes XXII.
Als Karel IV, de laatste van de Capetingers, sterft in 1328, trekt Jeanne zich terug in de Abdij van Maubuisson bij Vincennes, waar ze in 1371 overlijdt. Jeanne kreeg drie dochters maar geen mannelijk erfgenaam, het dispuut over de erfopvolging leidde tot de Honderdjarige Oorlog.

## Verluchting
De verluchter Jean Pucelle was actief van ca. 1319 tot 1335. Hij kreeg zijn opleiding waarschijnlijk in het atelier van Maître Honoré van Amiens. Hij werd meermaals genoemd in inventarissen en andere documenten, wat eerder uitzonderlijk is voor die tijd en getuigt van de appreciatie die hij genoot. Naast het getijdenboek van Jeanne d'Évreux kennen we van hem het Breviarium van Belleville (1323-1326).
In het getijdenboek van Jeanne d'Évreux werden de uren van het Mariagetijde telkens ingeleid door twee volbladminiaturen. Aan de linkerzijde (verso-zijde) een tafereel uit de passie van Christus en aan de rechterkant (recto zijde) een scène uit de kindsheid van Christus. Op die manier toont de illustratie van de Mariagetijden zowel de vreugden als de smarten van Onze Lieve Vrouw. De cyclus van de kindsheid volgt het normale Franse schema.
De voorgestelde taferelen zijn:
- Metten: Gevangenneming van Christus in de olijfhof.

Annunciatie
- Lauden: Christus voor Pilatus gebracht.

Visitatie
- Priem: Christus wordt gegeseld

De geboorte van Christus
- Terts: De kruisdraging

Aankondiging aan de herders
- Sext: Kruisiging

Aanbidding der wijzen
- None: Kruisafname

Opdracht in de tempel
- Vesper: Graflegging

Vlucht naar Egypte
- Completen: De verrijzenis van Christus

Folio ontbreekt in het handschrift.

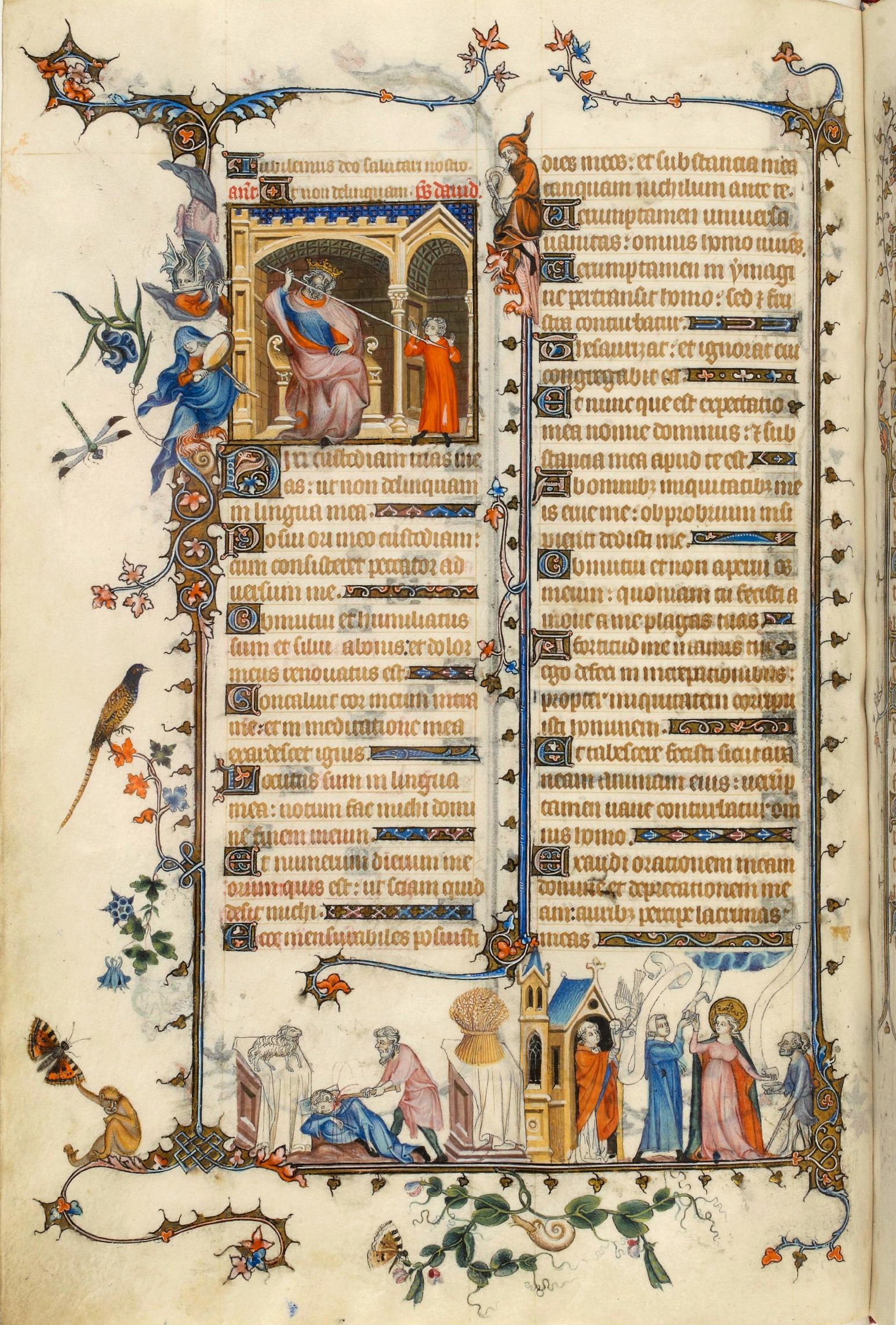
Jean Pucelle en atelier, Breviarium van Belleville (ca. 1323-1326), David voor Saul

De getijden van de Heilige Lodewijk, de overgrootvader van Jeanne, die slechts een goede dertig jaar eerder was gecanoniseerd (1297), worden geïllustreerd met negen taferelen uit zijn leven.
Pucelle kende de verwezenlijkingen van het Italiaanse trecento. Hij bezocht waarschijnlijk Italië omstreeks 1320. Hij kende duidelijk het werk van de Siennese schilder Duccio di Buoninsegna. Onder meer de miniaturen van de annunciatie, de kruisiging en de graflegging hebben een gelijkaardige compositie als de taferelen in de Maesta van Duccio, gemaakt in 1311 voor de Duomo van Siena.
In een artikel uit 1984 wijst Stanley Ferber op Pucelles bekendheid met het werk van de beeldhouwer Giovanni Pisano. Tussen een preekstoel van Pisano en het werk van Pucelle kunnen parallellen getrokken worden. Onder meer in de moord op de onnozele kinderen in de bas de page van de miniatuur van de 'Aanbidding der wijzen' bij de sext, in de kruisafname en in de talrijke Atlasachtige figuren die in de marge de miniaturen torsen zijn talrijke vergelijkingspunten te vinden.
Maar ook al neemt Pucelle de verworvenheden van het Italiaanse trecento over, zoals het perspectief van het interieur in de annunciatie miniatuur, is het niet gewoon kopiëren wat hij doet. Hij integreert de vernieuwingen met zijn eigen gotiek. Zo blijft hij de nadruk leggen op de elegantie in kleding, op de gracieuze houding (de S-curve in zijn figuren) en de verfijnde gebaren van zijn personages.
In gans het getijdenboek maakt Pucelle gebruik van de grisaille techniek, zowel voor de volbladminiaturen als voor de drolerieën in de margeversiering. Hooguit worden handen, aangezichten en architecturale elementen, met een beetje kleur opgelicht. Het grisaille werk mag zeker niet als minderwaardig gezien worden in vergelijking met de gekleurde miniaturen in andere werken, integendeel het geeft een enorme verfijning en plasticiteit aan de afbeeldingen die het handschrift een zeer bijzonder en luxueus uitzicht geeft. Trouwens, Pucelle beheerste evenzeer het kleurenwerk zoals te zien is in het Breviarium van Belleville.
Een zeer verleidelijk theorie is, dat het grisaillewerk zou gebruikt zijn als nabootsing van het ivoorsnijwerk met religieuze taferelen dat in de middeleeuwen zeer populair en zeer gegeerd was bij de edelvrouwen. De plasticiteit die de grisailletechniek aan de beelden verleent doet inderdaad denken aan beeldhouwwerk. Ook de architecturale omlijstingen van de miniaturen wijzen in die richting. Bij dat ivoorsnijwerk werd trouwens ook de discrete kleuring van handen, gelaat en architecturale elementen gebruikt die Pucelle ook toepast in zijn getijdenboek.
De uren van Jeanne d'Évreux vormen zonder twijfel het hoogtepunt van de miniatuurkunst van de Parijse hoofse gotiek en getuigen van de verfijnde artistieke smaak van zijn tijd.

## Galerij

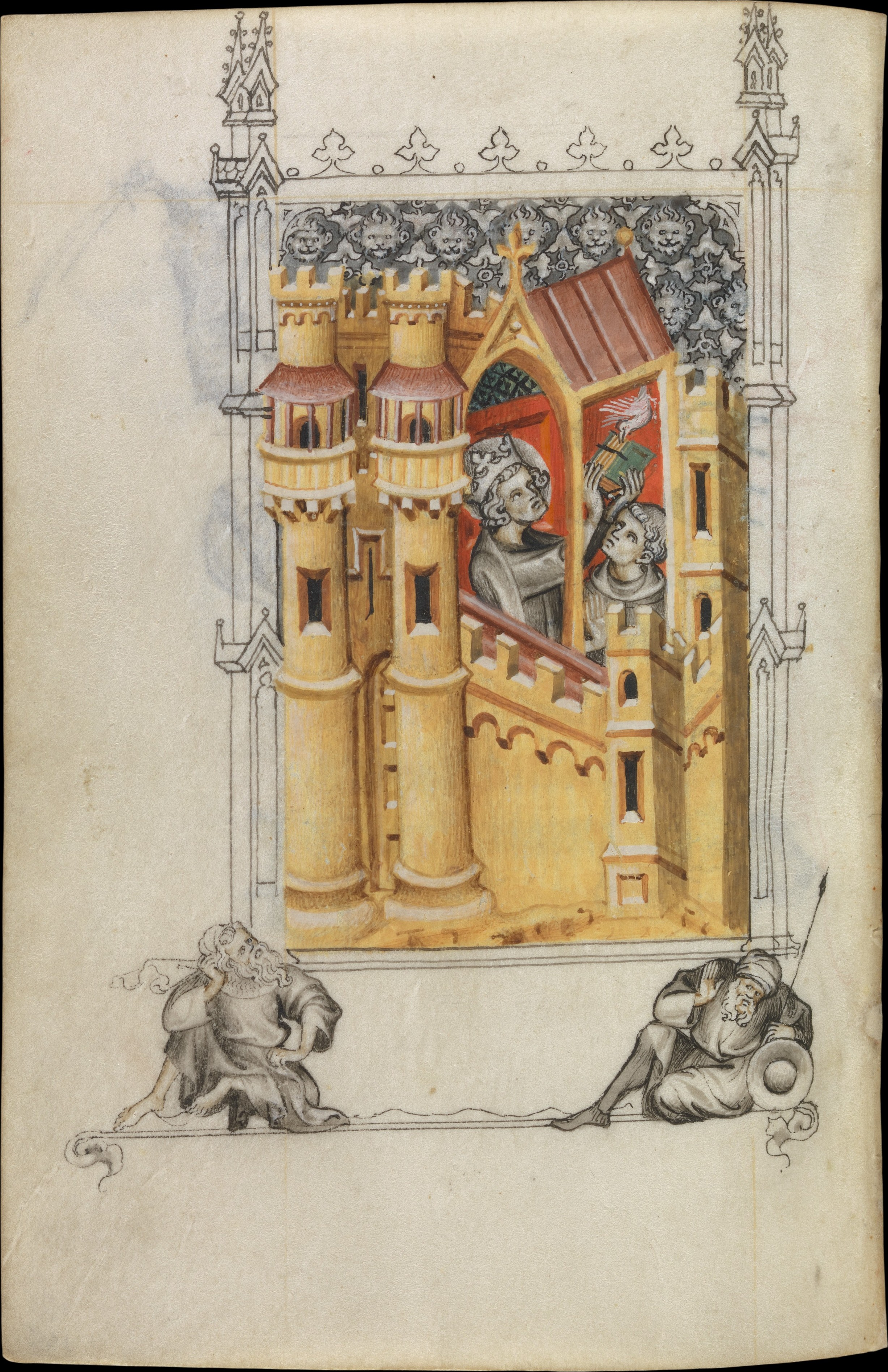
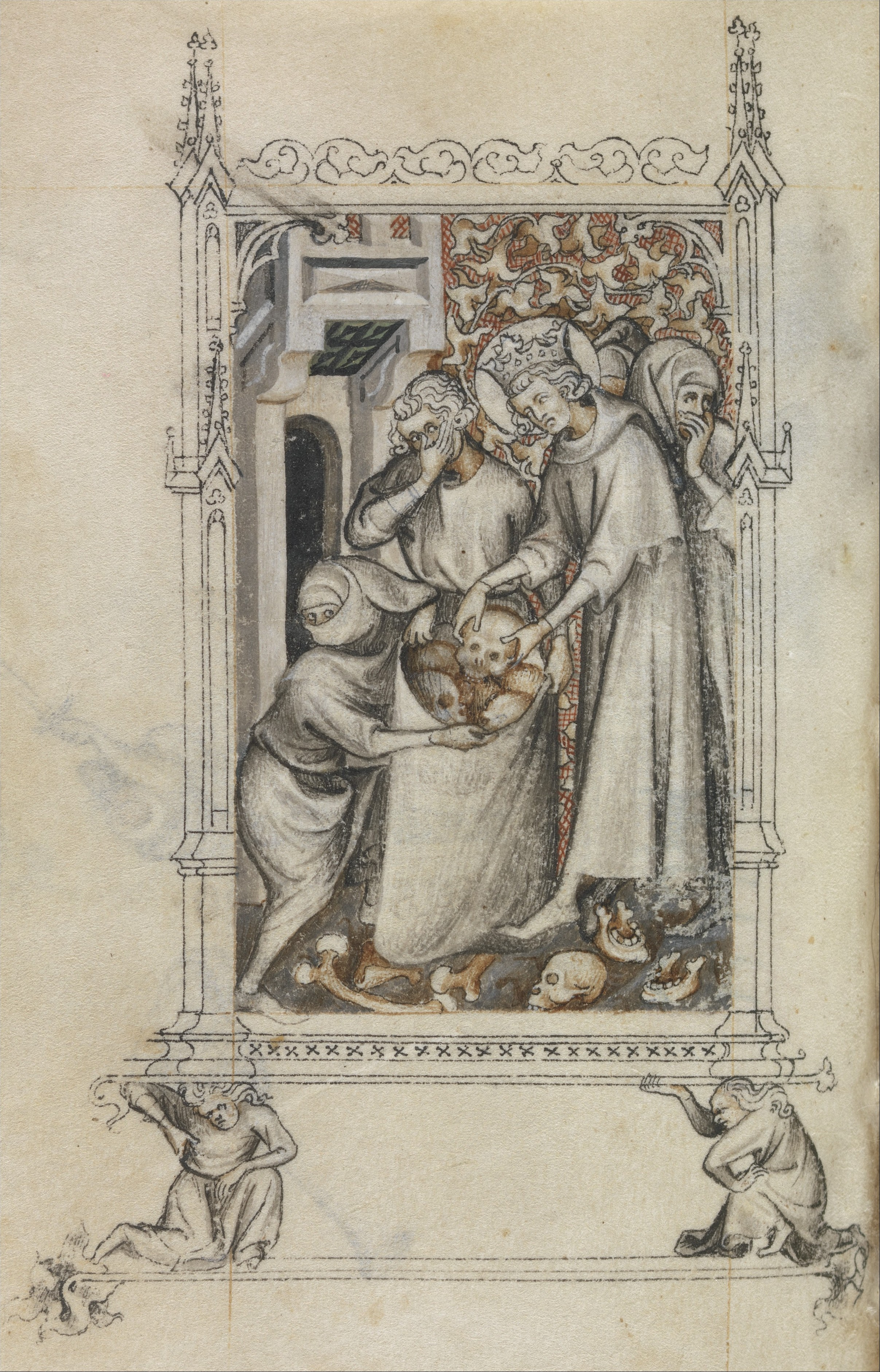
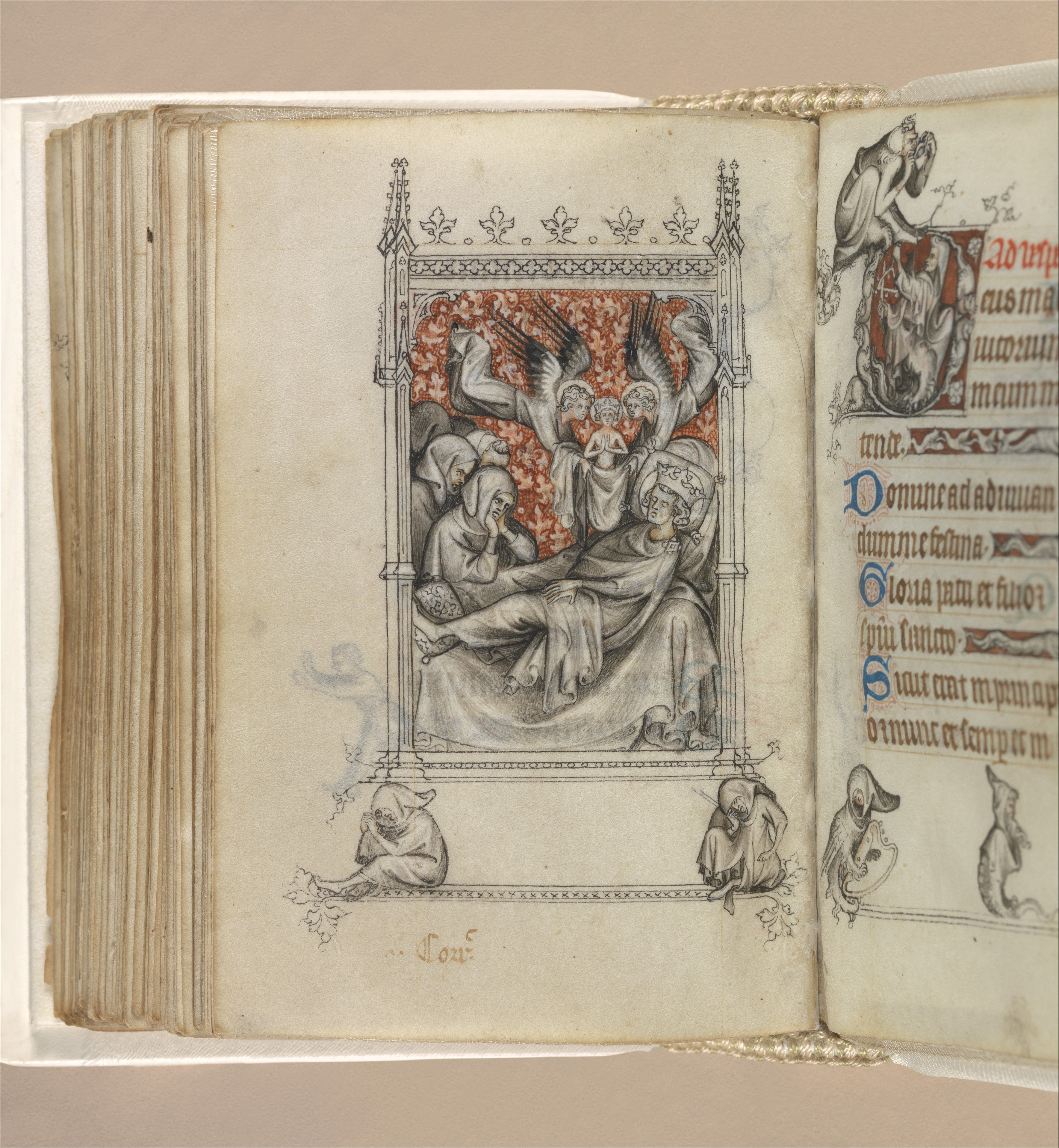
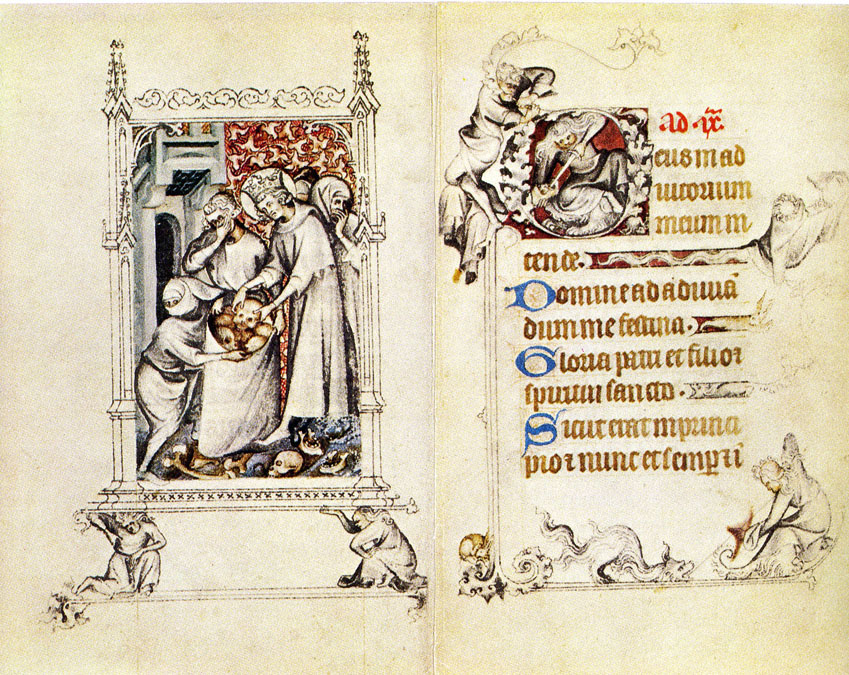
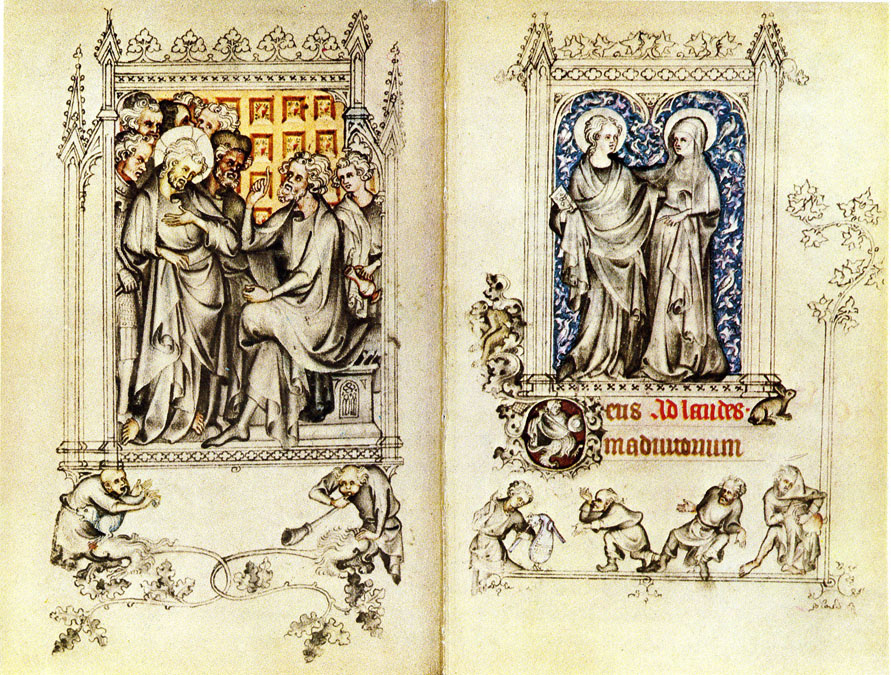
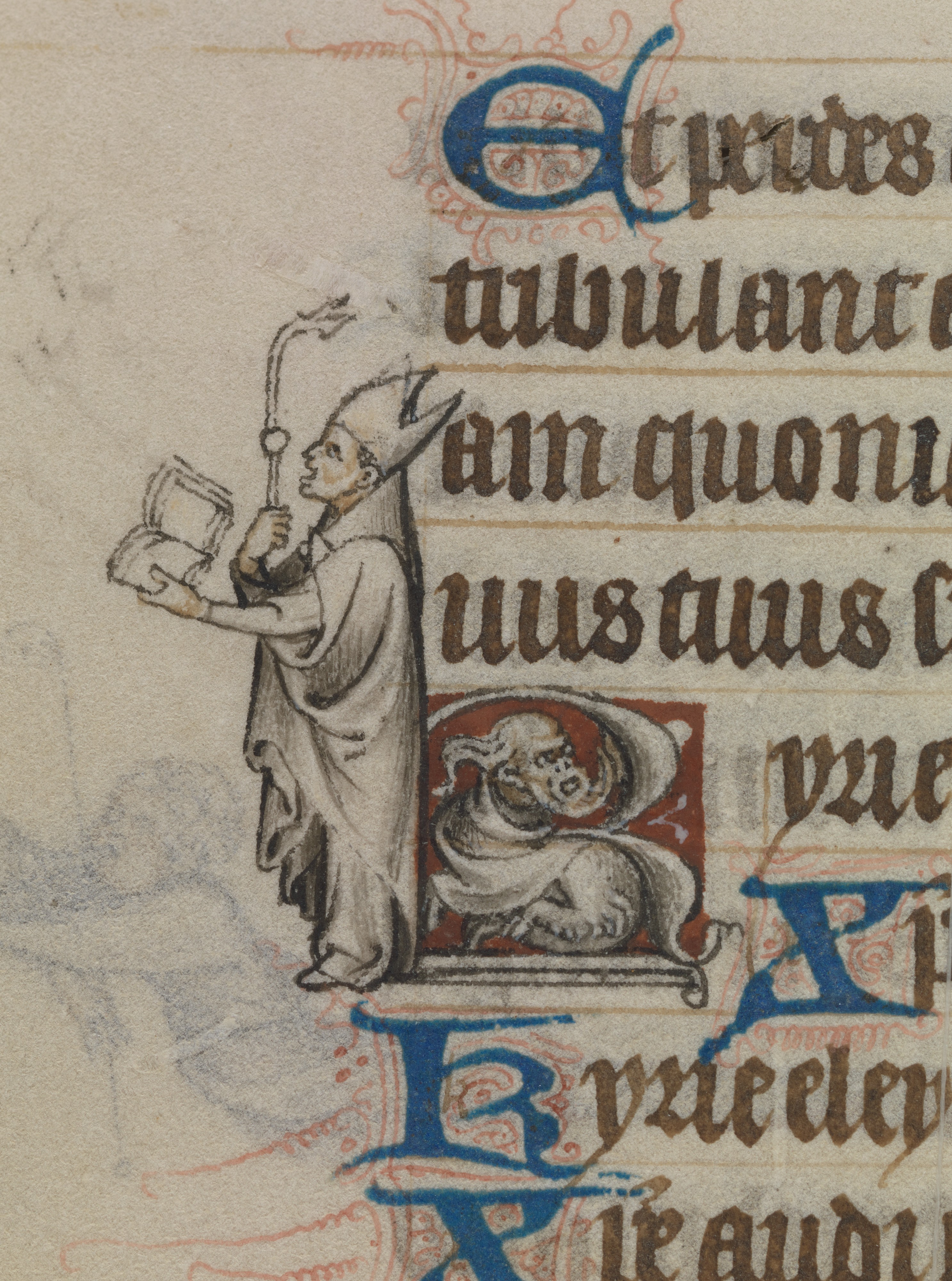
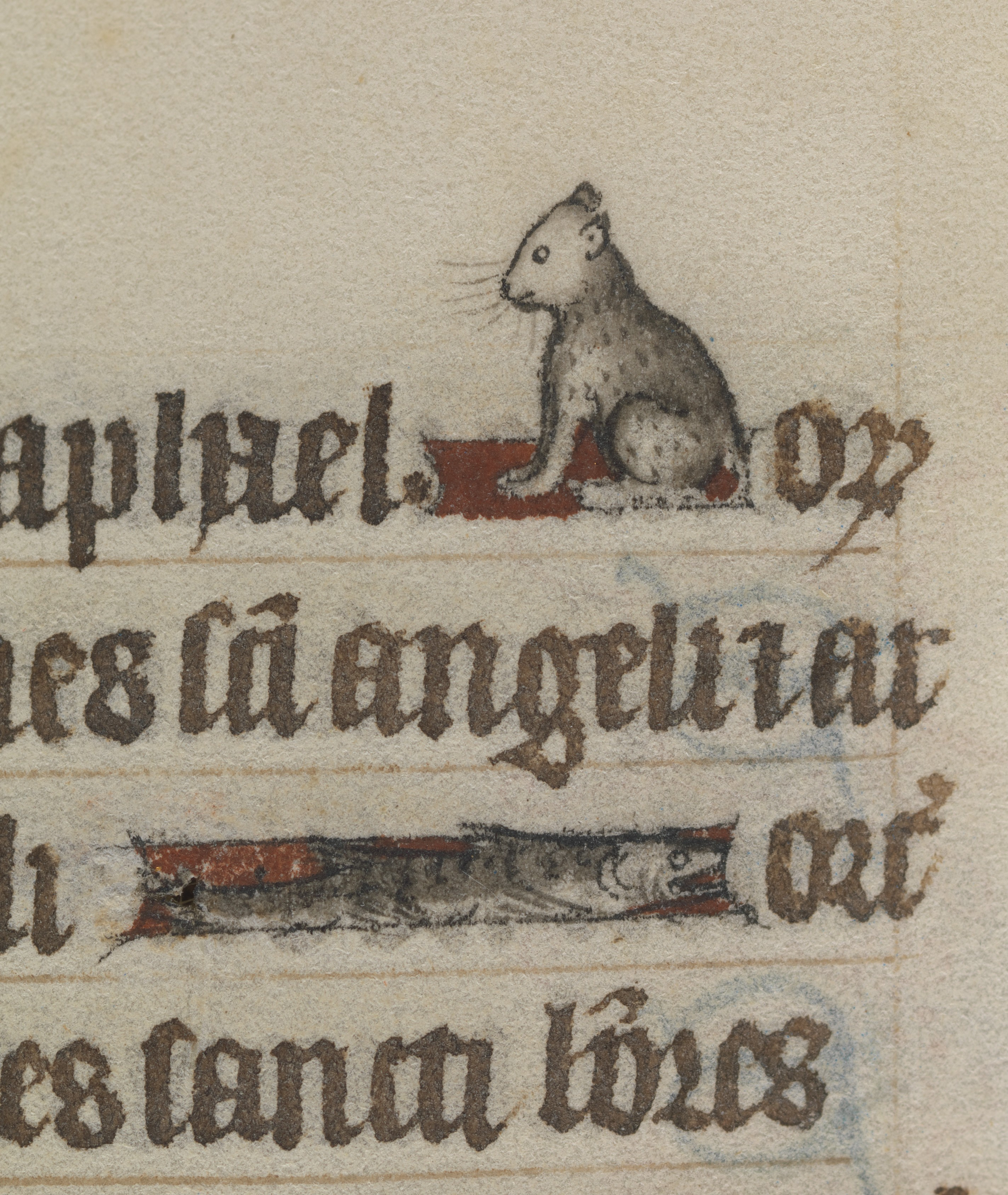
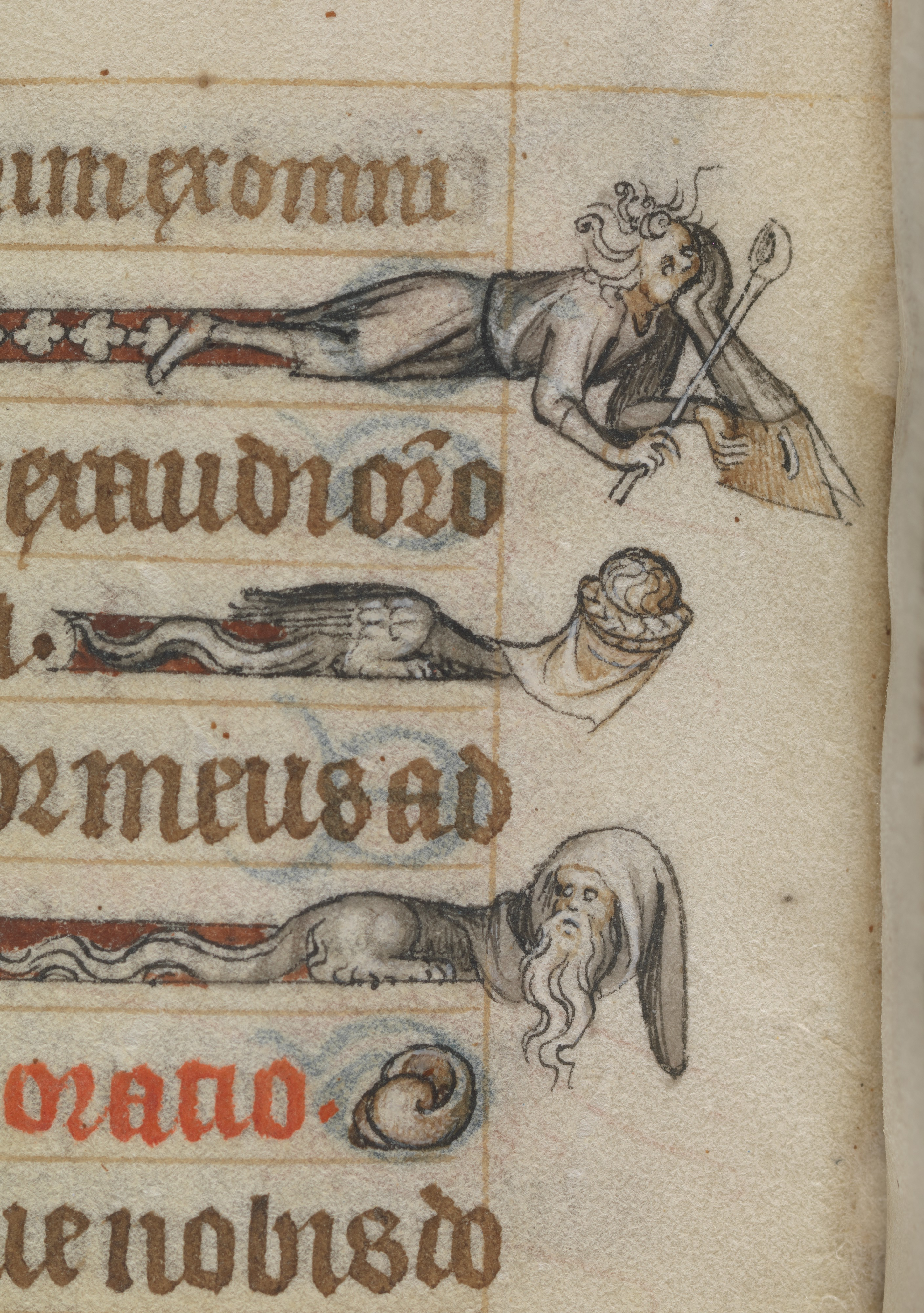